# Алюминий
| 13        | Алюминий |
| Al26,9816 |          |
| 3s23p1    |          |

Код переработки, указывающий, что алюминиевое изделие может быть вторично переработано

Алюми́ний (химический символ — Al, от лат. Aluminium), ранее также гли́ний (от рус. глина, устар., ср. чеш. hliník, пол. glin, см. также глинозём) — химический элемент 13-й группы (по устаревшей классификации — главной подгруппы третьей группы, IIIA) третьего периода периодической таблицы химических элементов Д. И. Менделеева, с атомным номером 13.
Простое вещество алюминий — лёгкий парамагнитный металл серебристо-белого цвета, легко поддающийся формовке, литью, механической обработке. Алюминий обладает высокой тепло- и электропроводностью, стойкостью к атмосферной коррозии за счёт быстрого образования прочных оксидных плёнок, защищающих поверхность от дальнейшего взаимодействия.
Относится к группе лёгких металлов. Наиболее распространённый металл и третий по распространённости элемент в земной коре (после кислорода и кремния).

## История
Название элемента образовалось от лат. alumen — квасцы.
Впервые алюминий был получен датским физиком Хансом Эрстедом в 1825 году. Он восстановил хлорид этого элемента амальгамой калия при нагревании и выделил металл. Позже способ Эрстеда был улучшен Фридрихом Вёлером, он использовал для восстановления хлорида алюминия до металла чистый металлический калий и он же описал химические свойства алюминия.
Впервые полупромышленным способом алюминий получил в 1854 г. Сент-Клер Девиль по методу Вёлера, заменив калий на более безопасный натрий. Год спустя на Парижской выставке 1855 г. он продемонстрировал слиток металла, а в 1856 г. получил алюминий электролизом расплава двойной соли хлорида алюминия-натрия.
До развития широкомасштабного промышленного электролитического способа получения алюминия из глинозёма этот металл был дороже золота. Так, в 1889 году британцы, желая почтить богатым подарком русского химика Д. И. Менделеева, подарили ему аналитические весы, у которых чашки были изготовлены из золота и алюминия.
В России алюминий назвали в то время «серебром из глины» или, сокращённо, глинием, так как главной составляющей частью глины является глинозём Al2O3. Промышленный способ получения металла электролизом расплава Al2O3 в криолите, разработали независимо друг от друга Ч. Холл и П. Эру в 1886 г.
Соединения алюминия, например, двойная соль алюминия и калия — квасцы KAl(SO4)2 • 12H2O — известны и использовались с глубокой древности.

## Нахождение в природе

### Распространённость
По распространённости в земной коре занимает 1-е место среди металлов и 3-е место среди элементов, уступая только кислороду и кремнию. Массовая концентрация алюминия в земной коре, по данным различных исследователей, оценивается от 7,45 до 8,14 %.

### Природные соединения алюминия
В природе алюминий, в связи с высокой химической активностью, встречается почти исключительно в виде соединений. Некоторые из природных минералов алюминия:
- Бокситы — Al2O3 · H2O (с примесями SiO2, Fe2O3, CaCO3)
- Нефелины — KNa3[AlSiO4]4
- Алуниты — (Na,K)2SO4·Al2(SO4)3·4Al(OH)3
- Глинозёмы (смеси каолинов с песком SiO2, известняком CaCO3, магнезитом MgCO3)
- Корунд (сапфир, рубин, наждак) — Al2O3
- Полевые шпаты — (K,Na)2O·Al2O3·6SiO2, Ca[Al2Si2O8]
- Каолинит — Al2O3·2SiO2 · 2H2О
- Монтмориллонит — (Na,Ca)0,33(Al,Mg)2(Si4O10)(OH)2·nH2O
- Берилл (изумруд, аквамарин) — 3ВеО · Al2О3 · 6SiO2
- Хризоберилл (александрит) — BeAl2O4.

Тем не менее, в некоторых специфических восстановительных условиях (жерла вулканов) найдены ничтожные количества самородного металлического алюминия.
В природных водах алюминий содержится в виде малотоксичных химических соединений, например, фторида алюминия. Вид катиона или аниона зависит, в первую очередь, от кислотности водной среды. Концентрации алюминия в водоёмах России колеблются от 0,001 до 10 мг/л. В морской воде его концентрация 0,01 мг/л.

### Изотопы алюминия
Природный алюминий состоит практически полностью из единственного стабильного изотопа 27Al с ничтожными следами 26Al, наиболее долгоживущего радиоактивного изотопа с периодом полураспада 720 тыс. лет, образующегося в атмосфере при расщеплении ядер аргона 40Ar протонами космических лучей с высокими энергиями.

## Получение
Алюминий образует прочную химическую связь с кислородом. По сравнению с другими металлами, восстановление алюминия до металла из природных оксидов и алюмосиликатов более сложно в связи с его высокой реакционной способностью и с высокой температурой плавления всех его руд, например таких, как бокситы, корунды.
Обычное восстановление до металла обжигом оксида с углеродом (как например, в металлургических процессах восстановления железа) — невозможно, так как сродство к кислороду у алюминия выше, чем у углерода.
Возможно получение алюминия посредством неполного восстановления алюминия с образованием промежуточного продукта — карбида алюминия Al4C3, который далее подвергается разложению при 1900—2000 °С с образованием металлического алюминия. Этот способ производства алюминия изучается, предполагается, что он более выгоден, чем классический электролитический способ производства алюминия процесс Холла — Эру, так как требует меньших энергозатрат и приводит к образованию меньшего количества CO2.
Современный метод получения, процесс Холла — Эру, был разработан независимо американцем Чарльзом Холлом и французом Полем Эру в 1886 году. Он заключается в растворении оксида алюминия Al2O3 в расплаве криолита Na3AlF6 с последующим электролизом с использованием расходуемых коксовых или графитовых анодных электродов. Такой метод получения требует очень больших затрат электроэнергии и поэтому получил промышленное применение только в XX веке.
Электролиз в расплаве криолита:
{\displaystyle {\mathsf {2Al_{2}O_{3}{\xrightarrow {Na_{3}[AlF_{6}]}}4Al+3O_{2}}}}
Для производства 1000 кг чернового алюминия требуется 1920 кг глинозёма, 65 кг криолита, 35 кг фторида алюминия, 600 кг анодных графитовых электродов и около 17 МВт·ч электроэнергии (~61 ГДж).
Лабораторный способ получения алюминия предложил Фридрих Вёлер в 1827 году восстановлением металлическим калием безводного хлорида алюминия (реакция протекает при нагревании без доступа воздуха):
{\displaystyle {\mathsf {AlCl_{3}+3K\rightarrow 3KCl+Al}}}

## Физические свойства

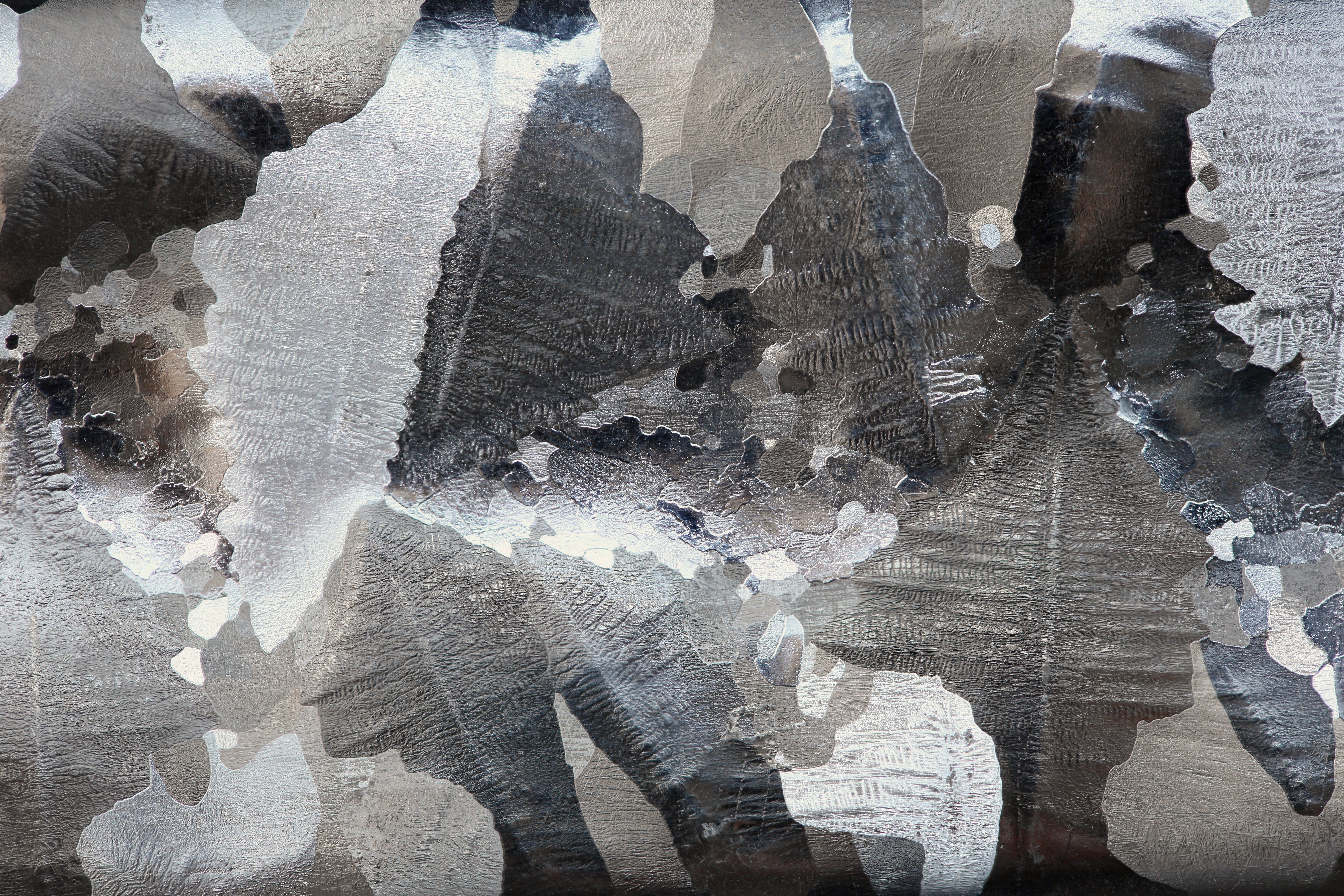
Микроструктура алюминия на протравленной поверхности слитка, чистотой 99,9998 %, размер видимого сектора около 55×37 мм

- Металл серебристо-белого цвета, лёгкий
- плотность — 2712 кг/м³
- температура плавления у технического алюминия — 658 °C, у алюминия высокой чистоты — 660 °C
- удельная теплота плавления — 390 кДж/кг
- температура кипения — 2518,8 °C
- удельная теплота испарения — 10,53 МДж/кг
- удельная теплоёмкость — 897 Дж/(кг·K) (молярная теплоёмкость 24,2 Дж·моль−1·К−1[11] или 24,35 Дж·моль−1·К−1[2])
- временное сопротивление литого алюминия — 10—12 кг/мм², деформируемого — 18—25 кг/мм², сплавов — 38—42 кг/мм²
- Твёрдость по Бринеллю — 24—32 кгс/мм²
- высокая пластичность: у технического — 35 %, у чистого — 50 %, прокатывается в тонкий лист и даже фольгу
- Модуль Юнга — 70 ГПа
- Коэффициент Пуассона — 0,34
- Алюминий обладает высокой электропроводностью (37·106 См/м — 65 % от электропроводности меди) и теплопроводностью (203,5 Вт/(м·К)), обладает высокой светоотражательной способностью.
- Слабый парамагнетик.
- Температурный коэффициент линейного расширения 24,58⋅10−6 К−1 (20—200 °C)[2].
- Удельное электрическое сопротивление 0,0262—0,0295 Ом·мм²/м[2]
- Температурный коэффициент электрического сопротивления 4,3⋅10−3 K−1. Алюминий переходит в сверхпроводящее состояние при температуре 1,2 К.
- Твёрдость по Моосу — 2,75

При нормальных условиях образует кристатллы кубической сингонии (гранецентрированная решётка), пространственная группа Fm3m, параметры ячейки a = 0,40403 нм, Z = 4.
Алюминий образует сплавы почти со всеми металлами. Наиболее известны сплавы с медью, магнием (дюралюминий) и кремнием (силумин).
Теплопроводность алюминия вдвое больше, чем железа и равна половине теплопроводности меди.

## Химические свойства
При нормальных условиях алюминий покрыт тонкой и прочной оксидной плёнкой и потому не реагирует с классическими окислителями: с O2, HNO3 (без нагревания), H2SO4(конц), но легко реагирует с HCl и H2SO4(разб). Благодаря этому алюминий практически не подвержен коррозии и потому широко востребован современной промышленностью. Однако при разрушении оксидной плёнки (например, при контакте с растворами солей аммония NH4+, горячими щелочами или в результате амальгамирования), алюминий выступает как активный металл-восстановитель. Не допустить образования оксидной плёнки можно, добавляя к алюминию такие металлы, как галлий, индий или олово. При этом поверхность алюминия смачивают легкоплавкие эвтектики на основе этих металлов.

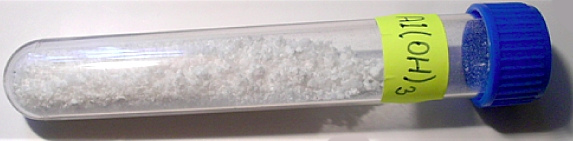
Гидроксид алюминия

Легко реагирует с простыми веществами:
- с кислородом, образуя оксид алюминия:

{\displaystyle {\mathsf {4Al+3O_{2}\rightarrow 2Al_{2}O_{3}}}}
- с галогенами при комнатной температуре (кроме фтора)[13], образуя хлорид, бромид или иодид алюминия:

{\displaystyle {\mathsf {2Al+3Hal_{2}\rightarrow 2AlHal_{3}(Hal=Cl,Br,I)}}}
- с другими неметаллами реагирует при нагревании:

- со фтором, образуя фторид алюминия:

{\displaystyle {\mathsf {2Al+3F_{2}\rightarrow 2AlF_{3}}}}
- с серой, образуя сульфид алюминия:

{\displaystyle {\mathsf {2Al+3S\rightarrow Al_{2}S_{3}}}}
- с азотом, образуя нитрид алюминия:

{\displaystyle {\mathsf {2Al+N_{2}\rightarrow 2AlN}}}
- с углеродом, образуя карбид алюминия:

{\displaystyle {\mathsf {4Al+3C\rightarrow Al_{4}C_{3}}}}
- с фосфором, образуя фосфид алюминия:

{\displaystyle {\mathsf {Al+P\rightarrow AlP}}}
Сульфид и карбид алюминия полностью гидролизуются:
{\displaystyle {\mathsf {Al_{2}S_{3}+6H_{2}O\rightarrow 2Al(OH)_{3}+3H_{2}S\uparrow }}}
{\displaystyle {\mathsf {Al_{4}C_{3}+12H_{2}O\rightarrow 4Al(OH)_{3}+3CH_{4}\uparrow }}}
Со сложными веществами:
- с водой (после удаления защитной оксидной плёнки, например, амальгамированием или растворами горячей щёлочи):

{\displaystyle {\mathsf {2Al+6H_{2}O\rightarrow 2Al(OH)_{3}\downarrow +3H_{2}\uparrow }}}
- с парами воды (при высокой температуре):

{\displaystyle {\mathsf {2Al+3H_{2}O\xrightarrow {t^{\circ }} Al_{2}O_{3}+3H_{2}\uparrow }}}
- со щелочами (с образованием тетрагидроксоалюминатов и других алюминатов):

{\displaystyle {\mathsf {2Al+2NaOH+6H_{2}O\rightarrow 2Na[Al(OH)_{4}]+3H_{2}\uparrow }}}
{\displaystyle {\mathsf {2Al+6NaOH\rightarrow 2Na_{3}AlO_{3}+3H_{2}\uparrow }}}
- Легко растворяется в соляной и разбавленной серной кислотах:

{\displaystyle {\mathsf {2Al+6HCl\rightarrow 2AlCl_{3}+3H_{2}\uparrow }}}
{\displaystyle {\mathsf {2Al+3H_{2}SO_{4}\rightarrow Al_{2}(SO_{4})_{3}+3H_{2}\uparrow }}}
- При нагревании растворяется в кислотах — окислителях, образующих растворимые соли алюминия:

{\displaystyle {\mathsf {2Al+6H_{2}SO_{4}\rightarrow Al_{2}(SO_{4})_{3}+3SO_{2}\uparrow +6H_{2}O}}}
{\displaystyle {\mathsf {Al+6HNO_{3}\rightarrow Al(NO_{3})_{3}+3NO_{2}\uparrow +3H_{2}O}}}
- восстанавливает металлы из их оксидов (алюминотермия):

{\displaystyle {\mathsf {8Al+3Fe_{3}O_{4}\rightarrow 4Al_{2}O_{3}+9Fe}}}
{\displaystyle {\mathsf {2Al+Cr_{2}O_{3}\rightarrow Al_{2}O_{3}+2Cr}}}

## Применение

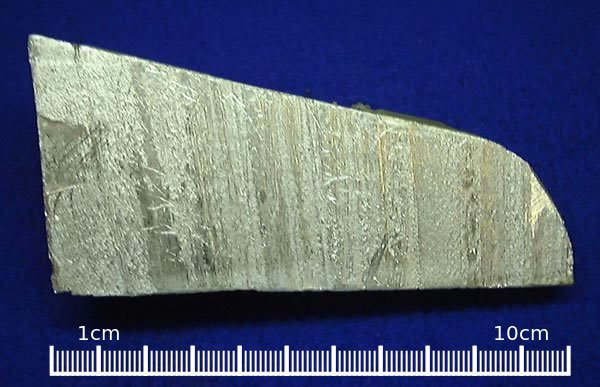
Кусок алюминия

Широко применяется как конструкционный материал. Основные достоинства алюминия в этом качестве — лёгкость, податливость штамповке, коррозионная стойкость (на воздухе алюминий мгновенно покрывается прочной плёнкой Al2O3, которая препятствует его дальнейшему окислению), высокая теплопроводность, неядовитость его соединений. В частности, эти свойства сделали алюминий чрезвычайно популярным при производстве кухонной посуды, алюминиевой фольги в пищевой промышленности и для упаковки.
Первые же три свойства сделали алюминий основным сырьём в авиационной и авиакосмической промышленности (в последнее время медленно вытесняется композитными материалами, в первую очередь, углеволокном).
После строительства и производства упаковки — алюминиевых банок и фольги — крупнейшей отраслью-потребителем металла является энергетика.
Основной недостаток алюминия как конструкционного материала — малая прочность, поэтому для упрочнения его обычно сплавляют с небольшим количеством меди и магния (сплав называется дюралюминий).
Электропроводность алюминия всего в 1,7 раза меньше, чем у меди, при этом алюминий приблизительно в 4 раза дешевле за килограмм, но, за счёт в 3,3 раза меньшей плотности, для получения равного сопротивления его нужно приблизительно в 2 раза меньше по весу. Поэтому он широко применяется в электротехнике для изготовления проводов, их экранирования и даже в микроэлектронике при напылении проводников на поверхности кристаллов микросхем. Меньшую электропроводность алюминия (3,7·107 См/м) по сравнению с медью (5,84·107 См/м), для сохранения одинакового электрического сопротивления, компенсируют увеличением площади сечения алюминиевых проводников. Недостатком алюминия как электротехнического материала является образование на его поверхности прочной диэлектрической оксидной плёнки, затрудняющей пайку и за счёт ухудшения контактного сопротивления вызывающей повышенное нагревание в местах электрических соединений, что, в свою очередь, отрицательно сказывается на надёжности электрического контакта и состоянии изоляции. Поэтому, в частности, 7-я редакция Правил устройства электроустановок, принятая в 2002 году, запрещает использовать алюминиевые проводники сечением менее 16 мм² — что фактически ограничивает его область применения силовой и магистральной проводкой, обслуживаемой профессионалами, при монтаже нивелирующими указанный недостаток специальными средствами.
- Благодаря комплексу свойств широко распространён в тепловом оборудовании.
- Алюминий и его сплавы не приобретают хрупкость при сверхнизких температурах. Благодаря этому он широко используется в криогенной технике. Однако известен случай приобретения хрупкости криогенными трубами из алюминиевого сплава из-за их гибки на медных кернах при разработке РН Энергия[источник не указан 2844 дня].
- Высокий коэффициент отражения в сочетании с дешевизной и лёгкостью вакуумного напыления делает алюминий оптимальным материалом для изготовления зеркал.
- В производстве строительных материалов как газообразующий агент.
- Алитированием придают коррозионную и окалиностойкость стальным и другим сплавам, например, клапанам поршневых ДВС, лопаткам турбин, нефтяным платформам, теплообменной аппаратуре, а также заменяют цинкование.
- Сульфид алюминия используется для производства сероводорода.
- Идут исследования по разработке пенистого алюминия как особо прочного и лёгкого материала.
- Плохая проводимость звука позволяет использовать алюминий для подавления шумов в аудио-аппаратуре.

### В качестве восстановителя
- Как компонент термита, смесей для алюмотермии.
- В пиротехнике.
- Алюминий применяют для восстановления редких металлов из их оксидов или галогенидов.
- Ограничено применяется как протектор при анодной защите.

### В чёрной металлургии
- Алюминий — очень сильный раскислитель, поэтому его применяют при производстве сталей, что особенно важно при продувке передельного чугуна с ломом в конвертере. Присадки этого относительно дешёвого раскислителя в расплав позволяют полностью связать растворённый кислород — «успокоить» сталь и избежать возникновения пористости слитков и отливок вследствие окисления углерода и выделения пузырьков оксида углерода.

### Сплавы на основе алюминия
В качестве конструкционного материала обычно используют не чистый алюминий, а разные сплавы на его основе. Обозначение серий сплавов в данной статье приведена для США (стандарт H35.1 ANSI) и согласно ГОСТ России. В России основные стандарты — это ГОСТ 1583 «Сплавы алюминиевые литейные. Технические условия» и ГОСТ 4784 «Алюминий и сплавы алюминиевые деформируемые. Марки». Существует также UNS маркировка и международный стандарт алюминиевых сплавов и их маркировки ISO R209 b. 

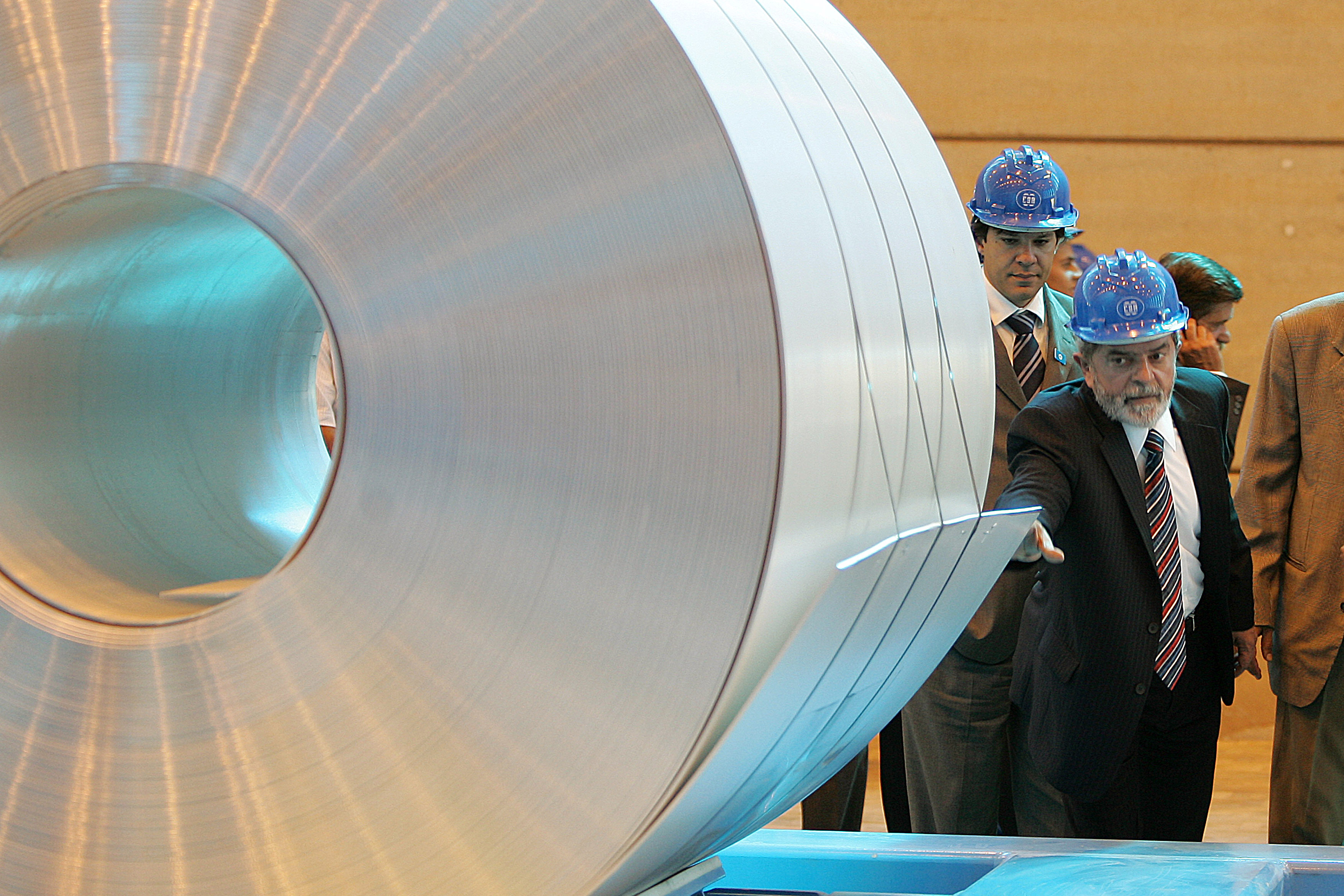
Алюминиевый прокат

- Алюминиево-магниевые Al-Mg (ANSI: серия 5ххх у деформируемых сплавов и 5xx.x у сплавов для изделий фасонного литья; ГОСТ: АМг). Сплавы системы Al-Mg характеризуются сочетанием удовлетворительной прочности, хорошей пластичности, очень хорошей свариваемости и коррозионной стойкости[17]. Кроме того, эти сплавы отличаются высокой вибростойкостью.

В сплавах этой системы, содержащих до 6 % Mg, образуется эвтектическая система соединения Al3Mg2 c твёрдым раствором на основе алюминия. Наиболее широкое распространение в промышленности получили сплавы с содержанием магния от 1 до 5 %.
Рост содержания Mg в сплаве существенно увеличивает его прочность. Каждый процент магния повышает предел прочности сплава на 30 МПа, а предел текучести — на 20 МПа. При этом относительное удлинение уменьшается незначительно и находится в пределах 30—35 %.
Сплавы с содержанием магния до 3 % (по массе) структурно стабильны при комнатной и повышенной температуре даже в значительно нагартованном состоянии. С ростом концентрации магния в нагартованном состоянии структура сплава становится нестабильной. Кроме того, увеличение содержания магния свыше 6 % приводит к ухудшению коррозионной стойкости сплава.
Для улучшения прочностных характеристик сплавы системы Al-Mg легируют хромом, марганцем, титаном, кремнием или ванадием. Попадания в сплавы этой системы меди и железа стараются избегать, поскольку они снижают их коррозионную стойкость и свариваемость.
- Алюминиево-марганцевые Al-Mn (ANSI: серия 3ххх; ГОСТ: АМц). Сплавы этой системы обладают хорошей прочностью, пластичностью и технологичностью, высокой коррозионной стойкостью и хорошей свариваемостью.

Основными примесями в сплавах системы Al-Mn являются железо и кремний. Оба этих элемента уменьшают растворимость марганца в алюминии. Для получения мелкозернистой структуры сплавы этой системы легируют титаном.
Присутствие достаточного количества марганца обеспечивает стабильность структуры нагартованного металла при комнатной и повышенной температурах.
- Алюминиево-медные Al-Cu (Al-Cu-Mg) (ANSI: серия 2ххх, 2xx.x; ГОСТ: АМ). Механические свойства сплавов этой системы в термоупрочнённом состоянии достигают, а иногда и превышают, механические свойства низкоуглеродистых сталей. Эти сплавы высокотехнологичны. Однако у них есть и существенный недостаток — низкое сопротивление коррозии, что приводит к необходимости использовать защитные покрытия.

В качестве легирующих добавок могут применяться марганец, кремний, железо и магний. Причём наиболее сильное влияние на свойства сплава оказывает последний: легирование магнием заметно повышает пределы прочности и текучести. Добавка кремния в сплав повышает его способность к искусственному старению. Легирование железом и никелем повышает жаропрочность сплавов второй серии.
Нагартовка этих сплавов после закалки ускоряет искусственное старение, а также повышает прочность и сопротивление коррозии под напряжением.
- Сплавы системы Al-Zn-Mg (Al-Zn-Mg-Cu) (ANSI: серия 7ххх, 7xx.x). Сплавы этой системы ценятся за очень высокую прочность и хорошую технологичность. Представитель системы — сплав 7075 является самым прочным из всех алюминиевых сплавов. Эффект столь высокого упрочнения достигается благодаря высокой растворимости цинка (70 %) и магния (17,4 %) при повышенных температурах, резко уменьшающейся при охлаждении.

Однако существенным недостатком этих сплавов является крайне низкая коррозионная стойкость под напряжением. Повысить сопротивление коррозии сплавов под напряжением можно легированием медью.
Нельзя не отметить открытой в 1960-е годы закономерности: присутствие лития в сплавах замедляет естественное и ускоряет искусственное старение. Помимо этого, присутствие лития уменьшает удельный вес сплава и существенно повышает его модуль упругости. В результате этого открытия были разработаны новые системы сплавов Al-Mg-Li, Al-Cu-Li и Al-Mg-Cu-Li.
- Алюминиево-кремниевые сплавы (силумины) лучше всего подходят для литья. Из них часто отливают корпуса разных механизмов.
- Комплексные сплавы на основе алюминия: авиаль.

### Алюминий как добавка в другие сплавы
Алюминий является важным компонентом многих сплавов. Например, в алюминиевых бронзах основные компоненты — медь и алюминий. В магниевых сплавах в качестве добавки чаще всего используется алюминий. Для изготовления спиралей в электронагревательных приборах используют (наряду с другими сплавами) фехраль (Fe, Cr, Al). Добавка алюминия в так называемые «автоматные стали» облегчает их обработку, давая чёткое обламывание готовой детали с прутка в конце процесса.

### Криогенная техника
Различные сплавы на базе алюминия активно используются в криогенной технике — из них изготавливается до 30 % металлоконструкций, предназначенных для работы с жидкими газами. Широкое применение в криогенной технике нашли сплавы алюминия с магнием и алюминия с медью (которые дополнительно легируются марганцем, ванадием и другими добавками). Коррозионно-стойкие свариваемые криогенные сплавы алюминия с литием и медью обладают пониженной плотностью и могут обеспечивать снижение массы готовых изделий на 15-25 %.

### Ювелирные изделия

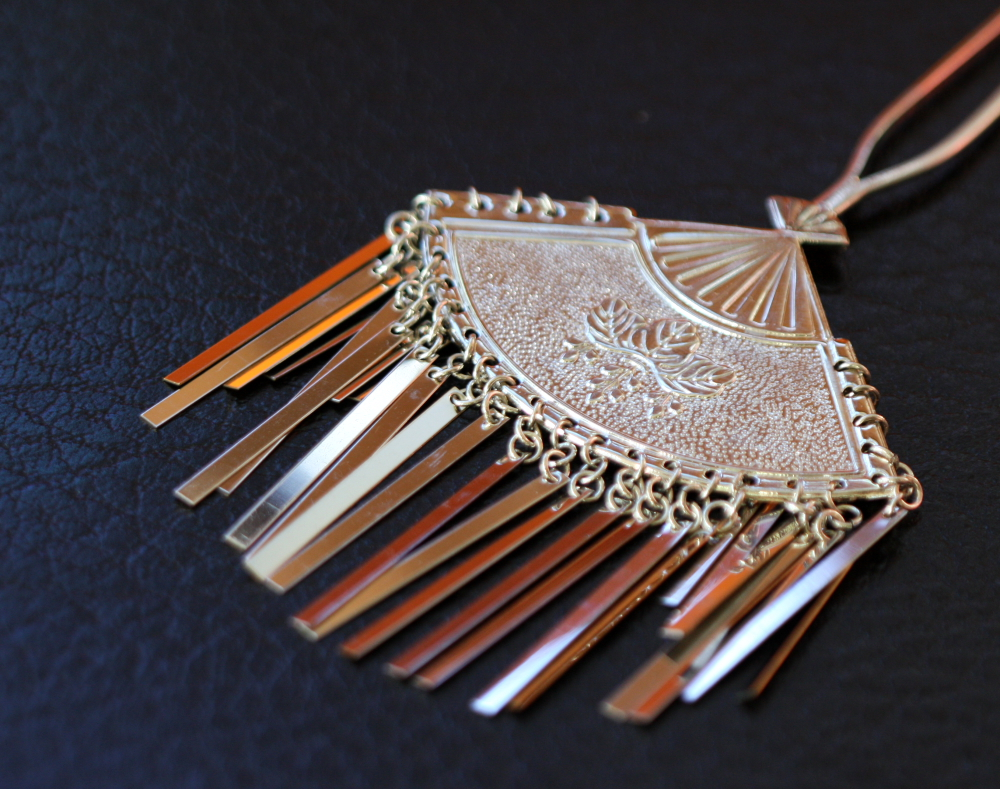
Алюминиевое украшение для японских причёсок

Когда алюминий был очень дорог, из него делали разнообразные ювелирные изделия. Так, Наполеон III заказал алюминиевые пуговицы. Мода на ювелирные изделия из алюминия сразу прошла, когда появились новые технологии его получения, во много раз снизившие себестоимость. Сейчас алюминий иногда используют в производстве бижутерии.
В Японии алюминий используется в производстве традиционных украшений, заменяя серебро.

### Столовые приборы
По приказу Наполеона III были изготовлены алюминиевые столовые приборы, которые подавались на торжественных обедах ему и самым почётным гостям. Другие гости при этом пользовались приборами из золота и серебра.
Затем столовые приборы из алюминия получили широкое распространение, со временем использование алюминиевой кухонной утвари существенно снизилось, но и в настоящее время их всё ещё можно увидеть в некоторых заведениях общественного питания — несмотря на заявления некоторых специалистов о вредности алюминия для здоровья человека. Кроме того, такие приборы со временем теряют привлекательный вид из-за царапин и форму из-за мягкости алюминия.
Из алюминия делают посуду для армии: ложки, котелки, фляжки.

### Стекловарение
В стекловарении используются фторид, фосфат и оксид алюминия.

### Пищевая промышленность
Алюминий зарегистрирован в качестве пищевой добавки Е173.
Алюмогель — студенистый осадок, образующийся при быстром осаждении гидроксида алюминия из солевых растворов, не имеющий кристаллического строения и содержащий большое количество воды используется в качестве основы для антацидных, обезболивающих и обволакивающих средств (алгелдрат; в смеси с гидроксидом магния — альмагель, маалокс, гастрацид и др.) при заболеваниях желудочно-кишечного тракта.

### Военная промышленность
Дешевизна и вес металла обусловили широкое применение в производстве ручного стрелкового оружия, в частности автоматов и пистолетов.

### Алюминий и его соединения в ракетной технике
Алюминий и его соединения используются в качестве высокоэффективного ракетного горючего в двухкомпонентных ракетных топливах и в качестве горючего компонента в твёрдых ракетных топливах. Следующие соединения алюминия представляют наибольший практический интерес как ракетное горючее:
- Порошковый алюминий как горючее в твёрдых ракетных топливах. Применяется также в виде порошка и суспензий в углеводородах.
- Гидрид алюминия.
- Боранат алюминия.
- Триметилалюминий.
- Триэтилалюминий.
- Трипропилалюминий.

Триэтилалюминий (обычно в смеси с триэтилбором) используется также для химического зажигания (как пусковое горючее) в ракетных двигателях, так как он самовоспламеняется в газообразном кислороде. Ракетные топлива на основе гидрида алюминия, в зависимости от окислителя, имеют следующие характеристики:
| Окислитель        | Удельная тяга (Р1, с) | Температура сгорания, °С | Плотность топлива, г/см³ | Прирост скорости, ΔVид, 25, м/с | Весовое содержание горючего, % |
| ----------------- | --------------------- | ------------------------ | ------------------------ | ------------------------------- | ------------------------------ |
| Фтор              | 348,4                 | 5009                     | 1,504                    | 5328                            | 25                             |
| Тетрафторгидразин | 327,4                 | 4758                     | 1,193                    | 4434                            | 19                             |
| ClF3              | 287,7                 | 4402                     | 1,764                    | 4762                            | 20                             |
| ClF5              | 303,7                 | 4604                     | 1,691                    | 4922                            | 20                             |
| Перхлорилфторид   | 293,7                 | 3788                     | 1,589                    | 4617                            | 47                             |
| Фторид кислорода  | 326,5                 | 4067                     | 1,511                    | 5004                            | 38,5                           |
| Кислород          | 310,8                 | 4028                     | 1,312                    | 4428                            | 56                             |
| Пероксид водорода | 318,4                 | 3561                     | 1,466                    | 4806                            | 52                             |
| N2O4              | 300,5                 | 3906                     | 1,467                    | 4537                            | 47                             |
| Азотная кислота   | 301,3                 | 3720                     | 1,496                    | 4595                            | 49                             |

### Алюмоэнергетика
Алюмоэнергетика использует алюминий как универсальный вторичный энергоноситель. Его применения в этом качестве:
- Окисление алюминия в воде для производства водорода и тепловой энергии.
- Окисление алюминия кислородом воздуха для производства электроэнергии в воздушно-алюминиевых электрохимических генераторах.

## Производство и рынок

Производство алюминия в миллионах тонн

Достоверных сведений о получении алюминия до XIX века нет. Встречающееся иногда со ссылкой на «Естественную историю» Плиния утверждение, что алюминий был известен при императоре Тиберии, основано на неверном толковании источника.
В 1825 году датский физик Ханс Кристиан Эрстед получил несколько миллиграммов металлического алюминия, а в 1827 году Фридрих Вёлер смог выделить крупинки алюминия, которые, однако, на воздухе немедленно покрывались тончайшей плёнкой оксида алюминия.
До конца XIX века алюминий в промышленных масштабах не производился.
Только в 1854 году Анри Сент-Клер Девиль (его исследования финансировал Наполеон III, рассчитывая, что алюминий пригодится его армии) изобрёл первый способ промышленного производства алюминия, основанный на вытеснении алюминия металлическим натрием из двойного хлорида натрия и алюминия NaCl·AlCl3.
В 1855 году был получен первый слиток металла массой 6—8 кг.
За 36 лет применения, с 1855 по 1890 год, способом Сент-Клер Девиля было получено 200 тонн металлического алюминия.
В 1856 году он же получил алюминий электролизом расплава хлорида натрия-алюминия.
В 1885 году был построен завод по производству алюминия в немецком городе Гмелингеме, работающий по технологии, предложенной Николаем Бекетовым. Технология Бекетова мало чем отличалась от способа Девиля, но была проще и заключалась во взаимодействии между криолитом (Na3AlF6) и магнием. За пять лет на этом заводе было получено около 58 т алюминия — более четверти всего мирового производства металла химическим путём в период с 1854 по 1890 год.
В 1885 году в городе Сергиев-Посад Московской губернии промышленником А. А. Нововейским был основан первый в России алюминиевый завод, на котором производство металла осуществлялось по методу Сент-Клер Девиля. Завод закрылся в 1889 году, не выдержав конкуренции с иностранными производителями алюминия.
Метод, изобретённый почти одновременно Чарльзом Холлом в США и Полем Эру во Франции (1886 год) и основанный на получении алюминия электролизом глинозёма, растворённого в расплавленном криолите, положил начало современному способу производства алюминия. С тех пор, в связи с улучшением электротехники, производство алюминия совершенствовалось. Заметный вклад в развитие производства глинозёма внесли русские учёные К. И. Байер, Д. А. Пеняков, А. Н. Кузнецов, Е. И. Жуковский, А. А. Яковкин и др.
Первый алюминиевый завод в СССР был построен в 1932 году в городе Волхов. Металлургическая промышленность СССР в 1939 году производила 47,7 тыс. тонн алюминия, ещё 2,2 тыс. тонн импортировалось.
Вторая мировая война значительно стимулировала производство алюминия. Так, в 1939 году общемировое его производство, без учёта СССР, составляло 620 тыс. т, но уже к 1943 году выросло до 1,9 млн т.
К 1956 году в мире производилось 3,4 млн т первичного алюминия, в 1965 году — 5,4 млн т, в 1980 году — 16,1 млн т, в 1990 году — 18 млн т. 
В 2007 году в мире было произведено 38 млн т первичного алюминия, а в 2008 — 39,7 млн т. Лидерами производства являлись:
1. Китай (в 2007 году произвёл 12,60 млн т, а в 2008 — 13,50 млн т)
2. Россия (3,96/4,20)
3. Канада (3,09/3,10)
4. США (2,55/2,64)
5. Австралия (1,96/1,96)
6. Бразилия (1,66/1,66)
7. Индия (1,22/1,30)
8. Норвегия (1,30/1,10)
9. ОАЭ (0,89/0,92)
10. Бахрейн (0,87/0,87)
11. ЮАР (0,90/0,85)
12. Исландия (0,40/0,79)
13. Германия (0,55/0,59)
14. Венесуэла (0,61/0,55)
15. Мозамбик (0,56/0,55)
16. Таджикистан (0,42/0,42)

В 2016 году было произведено 59 млн тонн алюминия
В 2019 было произведено 63,69 млн тонн алюминия
На мировом рынке запас составляет 2,224 млн т., а среднесуточное производство — 128,6 тыс. т. (2013.7).
В России монополистом по производству алюминия является компания «Российский алюминий», на которую приходится около 13 % мирового рынка алюминия и 16 % глинозёма.
Мировые запасы бокситов практически безграничны, то есть несоизмеримы с динамикой спроса. Существующие мощности могут производить до 44,3 млн т первичного алюминия в год. Следует также учитывать, что в будущем некоторые из применений алюминия могут быть переориентированы на использование, например, композитных материалов.
Цена
Цены на алюминий (на торгах международных сырьевых бирж) с 2007 по 2015 годы составляли в среднем 1253—3291 долларов США за тонну.
На конец 2019 года цена составляла 1951 долларов/тонна. Мировой спрос на алюминий в 2019 составила 67,5 млн тонн, общая стоимость — 131 млрд долларов США. В сентябре 2021 цена алюминия взлетела до 2897 долларов за тонну. Ожидается цена в 2022 году 3010 американских долларов\тонну

## Биологическая роль и токсичность
Несмотря на широкую распространённость в природе, на данный момент не известно ни одно живое существо, использующее алюминий в метаболизме — это «мёртвый» металл.
Отличается слабым токсическим действием (намного меньшим, чем у «тяжёлых» металлов), но многие растворимые в воде неорганические соединения алюминия сохраняются в растворённом состоянии длительное время и могут оказывать вредное воздействие на человека и теплокровных животных через питьевую воду. Наиболее ядовиты хлориды, нитраты, ацетаты, сульфаты, фосфиды и др. Для животных токсическое действие при попадании внутрь оказывают следующие дозы соединений алюминия (ЛД50, мг/кг массы тела):
- нитрат алюминия — 204—280 (крысы, в желудок), 370 (мыши, в желудок);
- сульфат алюминия октагидрат — 370 (крысы, в желудок), 980 (мыши, в желудок);
- хлорид алюминия — 1130 (мыши, в желудок), 333 (крысы, внутрибрюшинно).

В первую очередь действует на нервную систему (накапливается в нервной ткани, приводя к тяжёлым расстройствам функции ЦНС). Однако свойство нейротоксичности алюминия стали изучать с середины 1960-х годов, так как накоплению металла в организме человека препятствует механизм его выведения. В обычных условиях с мочой может выделяться до 15 мг элемента в сутки. Соответственно, наибольший негативный эффект наблюдается у людей с нарушенной выделительной функцией почек. Несмотря на возможность выведения из организма, согласно исследованиям алюминий способен накапливаться в тканях костей, мозга, печени и почек.
Норматив содержания алюминия в воде хозяйственно-питьевого использования в России составляет 0,2 мг/л. При этом данная ПДК может быть увеличена до 0,5 мг/л главным государственным санитарным врачом по соответствующей территории для конкретной системы водоснабжения.
По некоторым биологическим исследованиям, поступление алюминия в организм человека было сочтено фактором в развитии болезни Альцгеймера, но эти исследования были позже раскритикованы, и вывод о связи одного с другим опровергался.
Соединения алюминия также, возможно, стимулируют рак молочной железы при применении антиперспирантов на основе хлорида алюминия. Но научных данных, подтверждающих это меньше, чем противоположных.

## Алюминий в мировой культуре
- В романе Н. Г. Чернышевского «Что делать?» (1862—1863) один из главных героев описывает в письме свой сон — видение будущего, в котором люди живут, отдыхают и работают в многоэтажных зданиях из стекла и алюминия; из алюминия выполнены полы, потолки и мебель (во времена Н. Г. Чернышевского алюминий ещё только начинали открывать).
- Алюминиевые огурцы — это образ и название песни Виктора Цоя 1982 года[47].